# マウス・タウン ロディとリタの大冒険
『マウス・タウン ロディとリタの大冒険』（原題: Flushed Away）は、2006年のアメリカ・イギリス合作のアニメーション映画。アードマンとドリームワークスの共同製作による劇場用長編アニメーションの第3弾作品。これまでの2作がアードマンの持ち味であるストップモーション・クレイアニメだったのに対し、今作は全編CGアニメとなった。

## ストーリー
ネズミのロディは、ロンドンのお金持ちの家で暮らしているペット。ある日、地下で暮らしているシドがロディの家に侵入し、ロディは追い出そうとしたが、逆に地下に流されてしまう。ロディが辿り着いた場所はネズミだけが暮らす「マウス・タウン」だった。

## キャスト
役名、俳優、日本語吹き替え。
- ロディ：ヒュー・ジャックマン（松本保典）
- リタ：ケイト・ウィンスレット（甲斐田裕子）
- シド：シェーン・リッチー（石住昭彦）
- スパイク：アンディ・サーキス（ヰズミ）
- ホワイティ：ビル・ナイ（天田益男）
- ル・カエール：ジャン・レノ（辻親八）
- ザ・トード：イアン・マッケラン（有川博）
- タビサ：レイチェル・ローリンソン（宇山玲加）
- リタの母親：キャシー・バーク（安達忍）
- リタの父親：デヴィッド・スーシェ（斎藤志郎）
- リタのおばあちゃん：ミリアム・マーゴリーズ（片岡富枝）
- リアム：サム・フェル（高木渉）
- 軍曹（おもちゃ）：不明（岩崎ひろし）
- コリン：不明（乃村健次）
- ハロルド：不明（岩崎ひろし）
- マルセル：不明（大西健晴）※終盤でのやられ声のみ
- フットボールの実況：ジョン・モトソン（伊藤健太郎）

その他：駒谷昌男／天田真人／杉本征哉／日野未歩／宮澤正／松山鷹志／朝倉栄介／木川絵理子／宮下文一／下和田裕貴／西宏子／金田美香／小山美佳／一木美名子／松山実紗／川庄美雪／醍醐侃幸／清和祐子／東條加那子／原田麻衣／山口登

## 公開
アメリカでは、2006年10月29日にニューヨークでワールドプレミア上映会を開催した後、同年11月3日に3707館で劇場公開されて週末興行収入ランキングで初登場3位となった。
イギリスでは、2006年11月23日にロンドンでプレミア上映された後、同年12月1日に劇場公開された。
日本では、ニューヨークでのワールドプレミアより早く、2006年10月22日に第19回東京国際映画祭の特別招待作品としてTOHOシネマズ六本木ヒルズのスクリーン7（644席）で上映され、デヴィッド・バワーズとサム・フェル両監督とドリームワークス・アニメーションの最高経営責任者ジェフリー・カッツェンバーグも来日し、舞台挨拶が行われた。その後、2007年春に全国ロードショーの予定だったが、劇場未公開のままDVDが発売された。

## 評価
レビュー・アグリゲーターのRotten Tomatoesでは139件のレビューで支持率は73%、平均点は6.70/10となった。Metacriticでは28件のレビューを基に加重平均値が74/100となった。

## トリビア
本作はアードマンとドリームワークスの共同製作というだけあって、主に両社の作品にまつわる要素が多く登場している。
- ロディの部屋には『シュレック2』でフィオナの部屋にあったドラゴンのぬいぐるみ、『マダガスカル』に登場したアレックスの人形、『ウォレスとグルミット』のグルミットのぬいぐるみ、さらに『ウォレスとグルミット 野菜畑で大ピンチ!』に登場するウサギの人形が置いてある。
- 一人きりの休暇を楽しむため、ドールハウスで何を着るのかロディが悩む場面では『ウォレスとグルミット』のウォレスの衣装が一瞬登場するほか、ロディの声を演じるヒュー・ジャックマンにちなみ『X-MEN』のウルヴァリン風のコスチュームが出てきている。
- 休暇の一環としてロディが映画を観るためDVDが並ぶ棚にやって来る場面では、架空の作品に混じって『アンツ』から『森のリトル・ギャング』に至るまでのドリームワークス製作の長編アニメ映画のDVDが揃っており、さらに『チキンラン』のDVDの横には『ウォレスとグルミット 危機一髪!（英語版）』に登場したウェンドレンの写真が飾ってある。
- ザ・ヒキガエルの怒りに触れ、ロディとリタが冷蔵庫の中で氷漬けにされそうになる場面では、ふたりの背後に並ぶ凍ったネズミたちの中に『スター・ウォーズ エピソード5/帝国の逆襲』で炭素冷凍されたときと似たようなポーズをとったハン・ソロ風の見た目のネズミがいるほか、冷蔵庫の扉には『ウォレスとグルミットのおすすめ生活（英語版）』で見せたサッカーのユニフォームに身を包んだウォレス、アードマン作品のキャラクター風に顔がアレンジされたシュレックの写真が貼られているのが確認できる。

## テレビゲーム
本映画の公開に先駆けた2006年10月にアメリカ合衆国でD3パブリッシャーよりPlayStation 2、ニンテンドー ゲームキューブ、ゲームボーイアドバンス、ニンテンドーDS用のゲームソフトが発売された。ロディとリタを操作するアクションアドベンチャーゲームである。第34回アニー賞のゲーム・アニメーション部門を受賞。
日本国内ではニンテンドーDS版のみ発売。2007年6月に『SIMPLE DSシリーズ Vol.17 THE ねずみのアクションゲーム 〜マウス・タウン ロディとリタの大冒険〜』のタイトルで発売された。